# Limenitis helena
Limenitis helena är en fjärilsart som beskrevs av Metzner 1926. Limenitis helena ingår i släktet Limenitis och familjen praktfjärilar. Inga underarter finns listade i Catalogue of Life.